# Human Powered Health
A Rally UHC Cycling (código UCI: RLY), é um equipa ciclista profissional estadounidense de categoria Profissional Continental.

## História
Foi fundado em 2007 e desde então tinha a categoria de Continental, participando principalmente do calendário dos Estados Unidos bem como do UCI America Tour.
Na temporada de 2018 a equipa sobe de categoria UCI e passa a Continental Profissional (2° divisão) podendo participar mediante convite nas Grandes Voltas.
A formação conta também com uma equipa profissional feminino integrado por 10 corredoras.

## Material ciclista
A equipa utiliza em 2015 bicicletas LeMond, que já tinha utilizado em seus dois primeiros anos. Anteriormente utilizou Diamond Black (2014), Orbea (2010-2013) e Fisher (2009).

## Classificações UCI
A partir de 2005 a UCI instaurou os Circuitos Continentais UCI, onde a equipa está desde que se criou em 2007, registado dentro do UCI America Tour. Estando nas classificações do UCI America Tour Ranking, UCI Asia Tour Ranking e UCI Europe Tour Ranking. As classificações da equipa e do seu ciclista mais destacado são as seguintes:

### UCI America Tour
| Temporada | Classificação por equipas | Melhor corredor | Posição |
| 2006-2007 | 9º                        | Martin Gilbert  | 14º     |
| 2007-2008 | 8º                        | David Veilleux  | 25º     |
| 2008-2009 | 3º                        | Scott Zwizanski | 6º      |
| 2009-2010 | 15º                       | Ryan Anderson   | 148º    |
| 2010-2011 | 17º                       | Alex Candelario | 116º    |
| 2011-2012 | 4º                        | Ken Hanson      | 20º     |
| 2012-2013 | 2º                        | Ryan Anderson   | 3º      |
| 2013-2014 | 2º                        | Carter Jones    | 11º     |
| 2015      | 1º                        | Michael Woods   | 3º      |
| 2016      | 5º                        | Evan Huffman    | 19º     |
| 2017      | 1º                        | Rob Britton     | 2º      |
| 2018      | 2º                        | Rob Britton     | 16º     |

### UCI Asia Tour
| Temporada | Classificação por equipas | Melhor corredor | Posição |
| 2008-2009 | 20º                       | Andrew Bajadali | 56º     |
| 2009-2010 | 23º                       | Jesse Anthony   | 83º     |
| 2010-2011 | 61º                       | Dão Bowman      | 268º    |
| 2011-2012 | 32º                       | Alex Candelario | 71º     |
| 2012-2013 | 54º                       | Eric Young      | 167º    |
| 2018      | 70º                       | Adam de Vos     | 245º    |

### UCI Europe Tour
| Temporada | Classificação por equipas | Melhor corredor | Posição |
| 2008-2009 | 116º                      | Ryan Anderson   | 1114º   |
| 2009-2010 | 80º                       | Jesse Anthony   | 309º    |
| 2010-2011 | 105º                      | Alex Candelario | 616º    |
| 2011-2012 | 82º                       | Ken Hanson      | 269º    |
| 2012-2013 | 72º                       | Ken Hanson      | 308º    |
| 2013-2014 | 125º                      | Ryan Anderson   | 1057º   |
| 2015      | 89º                       | Michael Woods   | 333º    |
| 2016      | 115º                      | Will Routley    | 829º    |
| 2017      | 104º                      | Adam de Vos     | 793º    |
| 2018      | 60º                       | Robin Carpenter | 352º    |

## Palmarés
Para anos anteriores, veja-se Palmarés da Rally UHC Cycling

### Palmarés de 2019

#### Circuitos Continentais UCI
| Datas       | Circuito                 | Carreiras                                    | Ganhador        |
| 5 de abril  | UCI Europe Tour de 2019  | 3.ª etapa do Giro de Sicília                 | Brandon McNulty |
| 6 de abril  | UCI Europe Tour de 2019  | Giro de Sicília                              | Brandon McNulty |
| 28 de abril | UCI Europe Tour de 2019  | Rutland-Melton International CiCLE Classic   | Colin Joyce     |
| 14 de junho | UCI America Tour de 2019 | 2.ª etapa do Grand Prix Cycliste de Saguenay | Pier André-Coté |
| 15 de junho | UCI America Tour de 2019 | 3.ª etapa do Grand Prix Cycliste de Saguenay | Pier André-Coté |
| 16 de junho | UCI America Tour de 2019 | 4.ª etapa do Grand Prix Cycliste de Saguenay | Pier André-Coté |
| 19 de junho | UCI America Tour de 2019 | 1.ª etapa do Tour de Beauce                  | Ty Magner       |

#### Campeonatos nacionais
| Datas       | Carreiras                                 | Ganhador    |
| 28 de junho | Campeonato do Canadá Contrarrelógio (CRI) | Rob Britton |
| 30 de junho | Campeonato do Canadá em Estrada           | Adam de Vos |

## Plantel
Para anos anteriores, veja-se Elencos da Rally UHC Cycling

### Elenco de 2019
| Nomeie          | Nascimento | Nacionalidade  | Equipo 2018        |
| Ryan Anderson   | 22/10/1987 | Canadá         | Rally Cycling      |
| Rob Britton     | 22/09/1984 | Canadá         | Rally Cycling      |
| Robin Carpenter | 20/06/1992 | Estados Unidos | Rally Cycling      |
| Pier André-Coté | 24/04/1997 | Canadá         | Silber Pro Cycling |
| Matteo Dal-cin  | 14/01/1991 | Canadá         | Rally Cycling      |
| Adam de Vos     | 21/10/1993 | Canadá         | Rally Cycling      |
| Nigel Ellsay    | 30/04/1994 | Canadá         | Rally Cycling      |
| Evan Huffman    | 07/01/1990 | Estados Unidos | Rally Cycling      |
| Colin Joyce     | 06/08/1994 | Estados Unidos | Rally Cycling      |
| Ty Magner       | 03/05/1991 | Estados Unidos | Rally Cycling      |
| Gavin Mannion   | 24/08/1991 | Estados Unidos | UnitedHealthcare   |
| Brandon McNulty | 02/04/1998 | Estados Unidos | Rally Cycling      |
| John Murphy     | 15/12/1984 | Estados Unidos | Holowesko Citadel  |
| Kyle Murphy     | 05/10/1991 | Estados Unidos | Rally Cycling      |
| Emerson Oronte  | 29/01/1990 | Estados Unidos | Rally Cycling      |
| Svein Tuft      | 09/05/1977 | Canadá         | Mitchelton-Scott   |

<references group="2019"}}
</small>